# Пановичи
Пановичи (укр. Пановичі) — село в Подгаецкой городской общине Тернопольского района Тернопольской области Украины.
До 2020 года входило в Подгаецкий район.
Население по переписи 2001 года составляло 132 человека. Почтовый индекс — 48034.